# Echeveria skinneri
Echeveria skinneri är en fetbladsväxtart som beskrevs av Walther. Echeveria skinneri ingår i släktet Echeveria och familjen fetbladsväxter. Inga underarter finns listade i Catalogue of Life.